# Max Steel (serie de televisión de 2013)
Max Steel es una serie de ciencia ficción, animación en 3D y CGI basada en las figuras de acción de Mattel. La serie se estrenó en Latinoamérica por el canal Cartoon Network el 5 de abril del 2013, mientras que en Estados Unidos se estrenó el 26 de marzo del 2013 en Cartoon Network. Tiene una audiencia predilecta de niños de las edades de 10 a 17 años.

## Sinopsis
La historia de Max Steel trata de las aventuras épicas del adolescente Maxwell "Max" McGrath y su amigo extraterrestre Steel. A la edad de 16 años Max se entera de que tiene la capacidad de generar y controlar Energía Taquionica Unificada Radiante Bio-Optimizada (Energía TURBO). Además, el extraterrestre Steel que es una Máquina de Guerra, le da a Max la capacidad de aprovechar y usar su poder, mientras que la fusión de su propia fuerza con la dada por Steel le permite crear un sinfín de super trajes que le dan diferentes poderes este héroe se llama "MAX STEEL"

## Personajes

### N-Tek/Civiles
- Maxwell "Max" McGrath: Era un adolescente normal de 16 años hasta que un día su cuerpo comenzó a generar Turbo energía, una nueva fuerza que apenas podía controlar hasta que conoció a Steel, una nueva forma de vida alienígena con la habilidad de aprovechar la energía de Max. Cuando ambos se combinan se convierten en Max Steel. Max vive una doble vida en la que por una parte están su madre, Molly y sus amigos Kirby y Sidney, y por otra los miembros de N-Tek, una organización secreta destinada a salvar la Tierra.[1]

- Steel: No es una máquina ni un robot, es una forma de vida alienígena basada en tecnología altamente avanzada. En su pasado Steel era amigo de Jim MacGrath (padre de Max) y de Forge Ferrus pero por el accidente de la muerte de Jim, Steel se apagó por 16 años hasta que apareció Max. Steel necesita Turbo energía y esa fuente de poder no existe en nuestro planeta... hasta que Max comienza a generarla. Su nombre real es "N'Baro Akstteel X377". Steel no recuerda nada de su pasado y se desespera por no saberlo. Su especie, es denominada Ultralinks[1]

- Molly McGrath: Es la madre de Max. Es una madre cariñosa y comprensiva que siempre ha ocultado la naturaleza alienígena del padre de Max Jim para proteger a su hijo. Tanto Jim como Molly querían una vida normal para Max pero en el fondo ella sabía que Max tenía un gran destino por cumplir. Como agente de N-Tek, Molly era de las mejores. Ferrus y Max le temen ya que en el capítulo 2 Ferrus le dice a Max que no deje que su madre se entere y dicen: "Nos mataría si lo supiera". Tiene una mente científica increíble y puede con cualquiera, incluso el comandante Ferrus trata de mantenerse alejado de ella.[2]

- Sidney Gardner: Es una joven encantadora, que se preocupa por los demás y sabe cuidar de sí misma. Ayudó a Max el primer día de clase cuando el matón del instituto tiró sus papeles por el suelo y desde entonces Max se sintió atraído por ella al igual que ella por el.[1]

- Kirby Kowalski: Es el fiel amigo de Max. Siempre estará de su lado, sin importar lo que ocurra. Aunque Kirby apenas puede protegerse a sí mismo de los matones del instituto, se cree el protector de Max y siempre cumple su promesa de guardarle las espaldas.[1]

- Forge Ferrus: Es el tío de Max, el y su padre trabajaban en N-Tek, trabajando en un proyecto, el cual salió mal y eso le costó la vida de su hermano Jim. En algún tiempo también fue un agente N-Tek, al parecer cuando estaban más enfocados en la lucha contra el terrorismo pero ahora es el jefe de operaciones de N-Tek.[1][3]

- Katherine "Kat" Ryan: Es una de los agentes de N-Tek, es una chica con más alta clasificación como agente de N-Tek. Ella es competente en xenobiología, así como la medicina, y es una luchadora experta, tanto en cuerpo a cuerpo con el enemigo y de largo alcance.[4]

- Roberto "Berto" Martínez: Es uno de los agentes de N-Tek, es el cerebro de este servicio, algunas veces ayuda a Max a controlar sus poderes turbo con Steel y también los ayuda a entrenar en simulacros de ataque.[5]

- Jefferson Smith: Un hombre muy respetado como agente de N-Tek. Él, a diferencia de cualquier otro piloto, es dueño de su propio Jumbo Jet que cariñosamente llama Lucille.

- Jim McGrath: Es el padre de Max, su esposa es Molly, su hermano es Ferrus y es amigo de Steel, se creía que había muerto por causa de una explosión pero es desmentido en la película "Max Steel: La ira de Makino" revelando que está vivo.

- C.Y.T.R.O.: Un robot creado por Berto, mejorado de todos los demás, en el episodio C.Y.T.R.O. ataca el pierde el control al ser controlado por Toxzon.

- Rayne Martinez/Tempestra: la hermana menor de Berto y miembro del Equipo Turbo.

- Alejandro "Alex" Villar/La Fiera: Un miembro del Equipo Turbo.

## Villanos
- Miles Dread: Es el archienemigo de Max Steel. Fue uno de los cofundadores de N-Tek pero al tratar de robar la Turbo Energía causó una gran explosión masiva que mató al padre de Max y le dio a Dread el poder de absorber ese tipo de energía.[6]

- Jason Naught: la mano derecha de Dredd, y también fue ex CEO de Trans Human Industries. Dredd lo equipó con la habilidad de transformarse en un robot gigante para derrotar a sus enemigos como Max Steel

- Elementor de fuego, agua, tierra y aire: Son villanos que trabajan para Miles Dread, cada uno de ellos controla cada uno de los elementos, al igual que Steel, ellos son Ultralinks.

- Toxzon: Su nombre verdadero es Dr. Titus Zander, un investigador de T.H.I (Industrias Trans-Humanas) que fue despedido debido a su trabajo con las toxinas, tiene una pez dorado llamado Pescadín, mutó cuando salto en un estanque de toxinas y muto su propio cuerpo. Toxzon no puede vivir ni respirar en un ambiente normal sin la ayuda de un contenedor de blindaje, y requiere todo tipo de contaminantes químicos para encender su bio-traje.[7]

- Extroyer: Su nombre verdadero es Troy Winter, un delincuente que se unió a un Ultralink dañado por culpa de una explosión, gana la habilidad de transformarse en lo que absorbe.

- Makino: Es un alienígena humanoide fusionado con un Ultralink que quiere conquistar la tierra.
- Profesor Mortum: Es el nuevo villano de Max Steel que conoce todo sobre N-Tek y es introducido en la película Equipo Turbo que se estrenó el 18 de marzo de 2016. Este villano quiere conseguir la energía conect-tek y contrata a los Elementor, Extroyer y toxzon, al final de la película el profesor Mortum consigue la energía conect-tek y Max Steel antes de que Mortum se la llevara cortó un pedazo del conect-tek y al obtenerla empieza a convertirse en mitad robot y mitad zombi, y se vuelve el antagonista principal de la siguiente película Equipo Turbo Fusión-Tek.

- Morphos: Un monstruo diseñado por N-Tek, como último recurso para destruir a Makino. Resultó que Morphos es más fuerte que cualquier otra cosa. Se predijo que debido a esto, no dejaría de destruir y convertirse en una amenaza mayor que Makino. Él tiene la capacidad de copiar los modos de cualquier carácter y usar los poderes en su contra. Morphos tiene el ADN de Miles Dread a veces él se refiere como su padre. Su debilidad anterior era que él es capaz de convertirse en un modo a la vez, pero ahora puede mezclar sus modos ya que después de que él se convirtió en pegote por Dread, se regenera a sí mismo y salió con una mezcla de modos.

- Terrorax: El Dr. Prometheus Halifax se muestra al mundo como un enigmático billonario dueño de las industrias Halifax. En secreto él es un miembro privilegiado de la legión Nexus, la cual sigue la voluntad de su líder Lord Nexus, quien al parecer está interesado en un nuevo orden mundial comenzando por la destrucción de los dispositivos electrónicos. Dentro de sus actividades ocultas, la organización Nexus estuvo investigando la turbo energía de Max para explotar toda su capacidad durante años, por lo visto Halifax lideró esta investigación, la cual resultó en la obtención de una "energía terrorífica" que destruye la tecnología electrónica. Terrorax, como es conocido dentro de la legión Nexus, es el elegido para ascender a través de esta energía terrorífica a un estado que le permita lograr la voluntad de Lord Nexus, lo cual termina por convertirlo en un monstruo que representa el mayor reto que ha enfrentado el Equipo Turbo. Ahora con la habilidad de aprovechar esta energía terrorífica, él activa 3 asesinos que utilicen esta energía: Night Howl, Snare y Monstruo. Por el momento Terrorax se encuentra recuperándose, después de ser derrotado en una fuerte batalla contra el Equipo Turbo donde parecía tener mucha ventaja.

## Episodios
| Temporada | Temporada | Episodios | Estados Unidos      | Estados Unidos         | Latinoamérica       | Latinoamérica           | Lanzaminento en DVD y Blu-ray | Lanzaminento en DVD y Blu-ray | Lanzaminento en DVD y Blu-ray |
| Temporada | Temporada | Episodios | Comienzo            | Final                  | Comienzo            | Final                   | Region 1                      | Region 2                      | Region 3                      |
| --------- | --------- | --------- | ------------------- | ---------------------- | ------------------- | ----------------------- | ----------------------------- | ----------------------------- | ----------------------------- |
|           | 1         | 26        | 26 de marzo de 2013 | 7 de diciembre de 2013 | 5 de abril de 2013  | 29 de noviembre de 2013 | —                             | —                             | —                             |
|           | 2         | 26        |                     | —                      | 12 de abril de 2014 | 27 de noviembre de 2015 | —                             | —                             | —                             |

## Películas

### Trilogía 2015

#### Max Steel: La ira de Makino
Cuando N-Tek celebra la victoria contra Makino se descubre que él ha regresado y su casco sigue intacto. Todos los Ultralinks quieren el poder de Makino (incluyendo a Max Steel), y Max McGrath, al obtener el casco, termina poseído por Makino. Steel y Jim McGrath logran salvar a Max pero Makino aún no se rinde y ahora tiene el poder poseyendo la mente de Jim y Max trata de activar nuevos modos Turbo para intentar acabar con él. ¿Podrá Max vencer la ira de Makino?
Esta película fue estrenada el 30 de marzo del 2015.

#### Max Steel: El amanecer de Morphos
Dread crea un monstruo diseñado hace años atrás el proyecto Morphos que era el último recurso para detener a Makino, pero el proyecto fue cancelado porque sería un problema aún mayor para N-Tek, y que también no dejaría de destruir y ser una amenaza mayor que Makino. En el primer encuentro Max Steel se encuentra con Morphos pero este no llegó para ganarle, sino para robarle sus modos Turbo, después Morphos invade N-Tek mientras que Max McGrath y Steel en la cámara de Jim obtiene un nuevo poder llamado exo-tek (que es capaz de fusionar los modos Turbo), Max logra derrotar a Morphos pero Morphos sigue vivo después de su huida. ¿Acaso Morphos buscará la venganza?
Esta película fue estrenada el 27 de junio del 2015.

#### Max Steel: Morphos al límite
Morphos está de vuelta y esta vez es más fuerte ya que ahora puede combinar y mezclar dos modos a la vez. Se convierte en alcalde ganándose la confianza de Copper Canyon, y Sidney descubre los planes de Morphos y se lo dice a Max McGrath y a Steel, pero es demasiado tarde. Morphos convierte a la ciudad en monstruos terroríficos Max Steel hace equipo con Dread, los Elementors, Toxzon y Extroyer sabiendo que una vez que acaben con Morphos todos se irán sobre él pero es imposible porque Morphos utiliza el poder de todos los modos mezclados de todos los villanos, y Max utiliza el último recurso Exo-Fuerza y con la ayuda de los demás logra detener a Morphos.
Esta película fue estrenada el 2 de agosto del 2015

### Películas animadas 2016

#### Max Steel: Equipo Turbo
El profesor Mortum contrata a los más grandes villanos de Copper Canyon para robar el conect-tek con la ayuda de esta Max Steel logra formar su equipo junto a Rayne Martinez/Tempestra (la hermana de Roberto "Berto" Martínez), Alejandro "Alex" Villar/La fiera y C.Y.T.R.O. ¡Equipo Turbo! Al final de la película el profesor Mortum obtiene el conect-tek y al estar dañada él se transforma en mitad robot y mitad zombi.
Esta película fue estrenada el 18 de marzo del 2016

#### Max Steel: Equipo Turbo Fusion-Tek
Tras el profesor Mortum ser destruido por la tecnología conect-tek, se descubre que no murió en la explosión, sino convertido en un zombi tecnológico haciendo convertir todo Copper Canyon y después el mundo en zombis, Max Steel y el equipo turbo deberán detenerlo, pero todo se complica al no poder transformarse nadie del equipo y con Steel capturado Max McGrath deberá arreglar la situación por su cuenta.
Esta película fue estrenada el 31 de agosto del 2016 en UK mientras que en Latinoamérica el 3 de septiembre del 2016.

### Películas animadas 2017

#### Max Steel: Turbo Cargado
Para prevenir que Terrorax y su siniestra sociedad de tecno-supervillanos se apoderen del mundo Max McGrath tiene que aprender a controlar una nueva y poderosa energía Turbo. Al no poder vincularse con Steel, podrá Max McGrath y el equipo turbo detener a Terrorax.
Esta película fue estrenada el 18 de marzo del 2017.

#### Max Steel: Guerreros Turbo
Terrorax vuelve y con ayuda de Lord Nexus, Los antagonistas regresan con un arma nueva
extremadamente poderosa. ¿Podrá Max Steel derrotarlos y salvar la ciudad que ha jurado proteger?.